# Union pour la renaissance/Mouvement sankariste
| Union pour la renaissance/ Mouvement sankariste | Union pour la renaissance/ Mouvement sankariste |
| ----------------------------------------------- | ----------------------------------------------- |
| Gründungsdatum:                                 | 2000                                            |
| Gründungsort:                                   | Ouagadougou                                     |
| Parteivorsitzender:                             | Bénéwendé Stanislas Sankara                     |
| Wähleranteil:                                   | 4 % (2007)                                      |
| Ausrichtung:                                    | Sankarismus                                     |

Die Union pour la renaissance/Mouvement sankariste (UNIR/MS) war eine Partei aus dem westafrikanischen Staat Burkina Faso. Im Jahr 2000 gegründet, schaffte sie es, sich als stärkste sankaristische Partei zu etablieren. 2009 fusionierte sie mit der kleinen Convention Panafricaine Sankariste (CPS) zur Union pour la Renaissance/Parti Sankariste (UNIR/PS).
Sie war im ganzen Land aktiv und seit 2002 im burkinischen Parlament vertreten. Bei den Kommunalwahlen vom 22. Juli 2006 schaffte sie einen Achtungserfolg und konnte einige Sitze in Gemeinderäten erringen. Bei den Parlamentswahlen vom 6. Mai 2007 konnte sie ihren Wähleranteil ausbauen und erhielt vier anstelle von drei bisherigen Sitzen in der Nationalversammlung.

## Präsidentschaftswahlen 2005
Der Parteipräsident Bénéwendé Stanislas Sankara stellte sich an den Präsidentschaftswahlen 2005 als Kandidaten auf, seine Kandidatur war jedoch trotz kämpferischer Töne von Beginn weg schwierig, da er zusammen mit 14 weiteren Kandidierenden gegen den Amtsinhaber antrat. Er kam schließlich mit 4,88 % auf den zweiten Platz hinter dem bisherigen Präsidenten Blaise Compaoré.

## Ideologie
Ideologisch sieht sich UNIR/MS in der Tradition des ehemaligen Präsidenten Thomas Sankara, einem sozialistischen Revolutionär. Kritiker werfen der UNIR/MS vor, Sankara zu sehr nach eigenem Geschmack zu interpretieren und unklare Positionen zum Beispiel in Bezug auf die Wirtschaftspolitik zu besetzen.
Die UNIR/MS war zu ihrer Zeit nicht nur die größte, sondern auch die einzige unter der Vielzahl sankaristischer Parteien in Burkina Faso, die über ein landesweites Mobilisierungspotential verfügte.